# ダル・ルンガ
ダル・ルンガ（Dar Rounga、またはDar Runga）は、現在のチャド南部、ルンガ人の住んでいる地域にあったスルタン国。領土はサラマト、アウク、カラに広がっていた。
ワダイ帝国の従属国であった。
1890年にラビーフ・アッ＝ズバイルに征服された後、かつての従属国であったダル・アル・クティによって解放されたが、そのまま征服された。この地はダル・フールへの奴隷の供給地となった。
この地は探検家のウィリアム・ジョージ・ブラウンと、植物学者のオーギュスト・ジャン・バティスト・シュヴァリエに探検された。